# Rockford IceHogs (AHL)
Die Rockford IceHogs sind eine Eishockeymannschaft aus der nordamerikanischen American Hockey League (AHL) und in Rockford, Illinois beheimatet. Das Franchise ist dort seit Sommer 2007 angesiedelt und spielte bis 2005 unter dem Namen Cincinnati Mighty Ducks in Cincinnati, Ohio.
Das Team fungiert als Farmteam der Chicago Blackhawks aus der National Hockey League.

## Geschichte
Das Franchise wurde 1995 als Baltimore Bandits gegründet, siedelte aber schon nach zwei erfolglosen Jahren nach Cincinnati um und wurde in Cincinnati Mighty Ducks umbenannt. Die Mighty Ducks fungierten hauptsächlich als Farmteam der Mighty Ducks of Anaheim und der Detroit Red Wings, allerdings liefen im Sommer 2005 die Kooperationsverträge mit beiden Teams aus und es konnte keine neue Vereinbarung mit einem Team der NHL getroffen werden, sodass das Franchise die Geschäfte einstellte.
Im März 2007 kaufte das Rockford MetroCentre das ruhende Franchise und siedelte es nach Rockford, Illinois um. Außerdem konnte eine Kooperationsvereinbarung mit den Chicago Blackhawks getroffen werden. Das Team nimmt den Platz der Rockford IceHogs aus der United Hockey League ein, deren Namensrechte und Teamlogo das Rockford MetroCentre gekauft hat, weshalb das AHL-Team ebenfalls als Rockford IceHogs auftritt.

## Trainer
Als erster Trainer der Franchise-Geschichte übernahm Mike Haviland 2007 den Trainerposten und führte die Rockford IceHogs durch die Premierensaison. Die Mannschaft qualifizierte sich für die Play-offs und erreichte nach einem Erstrunden-Erfolg gegen die Houston Aeros die zweite Playoff-Runde, in denen die IceHogs in sieben Partien dem späteren Calder-Cup-Sieger Chicago Wolves unterlagen. Zur folgenden Saison übernahm Haviland die Position als Assistenztrainer der Chicago Blackhawks, als Nachfolger wurde Bill Peters mit der Leitung des Teams beauftragt. Peters hatte zuvor in der Saison 2007/08 mit den Spokane Chiefs aus der Western Hockey League den Ed Chynoweth Cup, die Meisterschaft der WHL, errungen. In den folgenden zwei Spielzeiten gelang der Einzug in die Play-offs, in denen die Mannschaft jeweils in der ersten Runde aus der Wettbewerb ausschied. Nachdem Peters die Organisation der Blackhawks verlassen hatte, wurde dessen ehemaliger Assistent Ted Dent im Juli 2011 zum Cheftrainer befördert.

## Saisonstatistik
Abkürzungen: GP = Spiele, W = Siege, L = Niederlagen, T = Unentschieden, OTL = Niederlagen nach Overtime SOL = Niederlagen nach Shootout, Pts = Punkte, GF = Erzielte Tore, GA = Gegentore, PIM = Strafminuten
| Saison  | GP  | W   | L   | OTL | SOL | Pts | GF   | GA   | Platz       | Playoffs                                                                                     |
| 2007/08 | 80  | 44  | 26  | 4   | 6   | 98  | 247  | 231  | 2., West    | Sieg im Divisions-Halbfinale, 4:1 (Houston) Niederlage im Divisions-Finale, 3:4 (Chicago)    |
| 2008/09 | 80  | 40  | 34  | 0   | 6   | 86  | 229  | 220  | 4., West    | Niederlage im Divisions-Halbfinale, 0:4 (Milwaukee)                                          |
| 2009/10 | 80  | 44  | 30  | 3   | 3   | 94  | 226  | 226  | 3., West    | Niederlage im Divisions-Halbfinale, 0:4 (Texas)                                              |
| 2010/11 | 80  | 38  | 33  | 4   | 5   | 85  | 216  | 245  | 8., West    | nicht qualifiziert                                                                           |
| 2011/12 | 76  | 35  | 32  | 2   | 7   | 79  | 207  | 228  | 5., Midwest | nicht qualifiziert                                                                           |
| 2012/13 | 76  | 42  | 31  | 2   | 1   | 87  | 246  | 225  | 3., Midwest | nicht qualifiziert                                                                           |
| 2013/14 | 76  | 35  | 32  | 5   | 4   | 79  | 234  | 262  | 4., Midwest | nicht qualifiziert                                                                           |
| 2014/15 | 76  | 46  | 23  | 5   | 2   | 99  | 222  | 180  | 2., Midwest | Sieg im Divisions-Halbfinale, 3:0 (Texas) Niederlage im Divisions-Finale, 1:4 (Grand Rapids) |
| Gesamt  | 624 | 324 | 241 | 25  | 34  | 607 | 1827 | 1817 |             | 4 Playoff-Teilnahmen 6 Serien: 2 Siege, 4 Niederlagen 28 Spiele: 11 Siege, 17 Niederlagen    |

## Erfolge und Ehrungen

### Vereinsrekorde

#### Karriere
|                           | Name             | Anzahl                       |
| Meiste Spiele             | Jake Dowell      | 340 (in fünf Spielzeiten)    |
| Meiste Tore               | Jeremy Morin     | 90                           |
| Meiste Vorlagen           | Brandon Pirri    | 132                          |
| Meiste Punkte             | Brandon Pirri    | 200 (68 Tore + 132 Vorlagen) |
| Meiste Strafminuten       | Robin Big Snake  | 753                          |
| Meiste Siege als Torhüter | Corey Crawford   | 75                           |
| Meiste Shutouts           | Michael Leighton | 10                           |

* aktiver Spieler; Stand nach der Saison 2016/17

#### Saison
|                           | Name              | Anzahl                     | Saison  |
| Meiste Tore               | Troy Brouwer      | 35                         | 2007/08 |
| Meiste Vorlagen           | Martin St. Pierre | 67                         | 2007/08 |
| Meiste Punkte             | Martin St. Pierre | 88 (21 Tore + 67 Vorlagen) | 2007/08 |
| Meiste Strafminuten       | Kyle Hagel        | 245                        | 2010/11 |
| Meiste Siege als Torhüter | Corey Crawford    | 29                         | 2007/08 |